# 韓國駐日本大使列表
韓國駐日本大使列表列出歷任所有駐日本的韓國大使。

### 韓國駐日本代表
| 任次   | 姓名 （漢字） | 姓名 （韓文） | 任期                   |
| ------ | ------------- | ------------- | ---------------------- |
| 第1任  | 鄭翰景        | 정한경        | 1949年12月－1949年2月  |
| 第2任  | 鄭桓範        | 정환범        | 1949年2月－1950年1月   |
| 第3任  | 申興雨        | 신흥우        | 1950年2月－1950年5月   |
| 第4任  | 金龍周        | 김용주        | 1950年6月－1951年6月   |
| 第5任  | 申性模        | 신성모        | 1951年6月－1951年12月  |
| 第6任  | 金溶植        | 김용식        | 1951年12月－1957年5月  |
| 第7任  | 金裕澤        | 김유택        | 1957年5月－1958年9月   |
| 第8任  | 柳泰夏        | 유태하        | 1958年10月－1959年3月  |
| 第9任  | 柳泰夏        | 유태하        | 1959年3月－1960年4月   |
| 第10任 | 李載沆        | 이재항        | 1960年7月－1960年9月   |
| 第11任 | 嚴堯燮        | 엄요섭        | 1960年9月－1961年3月   |
| 第12任 | 李東煥        | 이동환        | 1961年7月－1961年12月  |
| 第13任 | 裴義煥        | 배의환        | 1961年12月－1964年10月 |
| 第14任 | 金東祚        | 김동조        | 1964年10月－1965年12月 |

### 大韓民國駐日本大使
| 任次   | 姓名 （漢字） | 姓名 （韓文） | 任期                      |
| ------ | ------------- | ------------- | ------------------------- |
| 第1任  | 金東祚        | 김동조        | 1965年12月－1967年10月    |
| 第2任  | 嚴敏永        | 엄민영        | 1967年9月－1969年12月10日 |
| 第3任  | 李厚洛        | 이후락        | 1970年1月－1971年1月      |
| 第4任  | 李澔          | 이호          | 1971年1月－1974年1月      |
| 第5任  | 金永善        | 김영선        | 1974年1月－1979年2月      |
| 第6任  | 金正濂        | 김정렴        | 1979年2月－1980年9月      |
| 第7任  | 崔慶祿        | 최경록        | 1980年9月－1985年10月     |
| 第8任  | 李奎浩        | 이규호        | 1985年11月－1988年4月     |
| 第9任  | 李源京        | 이원경        | 1988年4月－1991年3月      |
| 第10任 | 吳在熙        | 오재희        | 1991年3月－1993年4月      |
| 第11任 | 孔魯明        | 공노명        | 1993年4月－1994年12月     |
| 第12任 | 金太智        | 김태지        | 1995年2月－1998年4月      |
| 第13任 | 金奭圭        | 김석규        | 1998年5月－2000年3月      |
| 第14任 | 崔相龍        | 최상용        | 2000年3月－2002年2月      |
| 第15任 | 趙世衡        | 조세형        | 2002年2月－2004年3月      |
| 第16任 | 羅鍾一        | 라종일        | 2004年3月－2007年3月      |
| 第17任 | 柳明桓        | 유명환        | 2007年3月－2008年3月      |
| 第18任 | 權哲賢        | 권철현        | 2008年4月－2011年6月      |
| 第19任 | 申珏秀        | 신각수        | 2011年6月－2013年5月      |
| 第20任 | 李丙琪        | 이병기        | 2013年6月－2014年8月      |
| 第21任 | 柳興洙        | 유흥수        | 2014年8月－2016年6月      |
| 第22任 | 李俊揆        | 이준규        | 2016年7月－2017年9月      |
| 第23任 | 李洙勳        | 이수훈        | 2017年10月31日－2019年4月 |
| 第24任 | 南官杓        | 남관표        | 2019年5月9日－2021年1月   |
| 第25任 | 姜昌一        | 강창일        | 2021年1月22日－2022年6月  |
| 第26任 | 尹德敏        | 윤덕민        | 2022年7月-2024年8月       |
| 第27任 | 朴喆熙        |               | 2024年8月-                |